# Francesc Ferrer i Gallés
Francesc Ferrer i Gallés (Castelltallat, Bages, 1796 - Monistrol de Calders, Bages, 1870) Mestre suplent.
Mestre suplent. Quan cursava segon de moral el Seminari de Vic s'ordenà sacerdot (1826) i entrà de suplent de gramàtica. Defensà conclusions de filosofia i teologia i serví de vicari en diverses parròquies. Després de fer oposicions a rectories obtingué la de Monistrol de Calders, on residí fins a la mort. Va publicar Breve resumen de caligrafía sacado por Fro. Ferrer y simplificado por Joseph Serrat (Valls, Vic 1838).

## Publicacions
- Breve resumen de caligrafía sacado por Fro. Ferrer y simplificado por Joseph Serrat (Valls, Vic 1838).